# Standing Still
Standing Still är debutsingeln från den tyska sångaren Roman Lob. Låten är skriven av Jamie Cullum, Steve Robson, Wayne Hector. Singeln släpptes den 16 februari 2012. Den officiella musikvideon hade premiär den 20 februari.

## Eurovision
Låten representerade Tyskland vid Eurovision Song Contest 2012 i Baku i Azerbajdzjan. Lob framförde den i finalen den 26 maj. Bidraget kom på 8:e plats och fick 110 poäng.
Den 16 februari 2012 vann Lob med låten i Tysklands nationella uttagning Unser Star für Baku. Förutom "Standing Still" framförde Lob låtarna "Conflicted" och "Alone" i den nationella finalen men av hans tre låtar valdes "Standing Still" till den andra omgången av finalen. Där tävlade låten mot Lobs motståndare Ornella de Santis vars låt "Quietly" hade gått till den andra omgången. I den andra omgången framförde Lob "Standing Still" en gång till och efter en väldigt jämn telefonröstning vann han över "Quietly" med 50,7% av rösterna mot 49,3%.

## Versioner
1. "Standing Still" (singelversion) – 3:25[2]
2. "Standing Still" (eurovisionversion) – 3:00[6]
3. "Standing Still" (karaokeversion) – 2:59[7]

## Listplaceringar
| Lista (2012) | Topplacering |
| ------------ | ------------ |
| Belgien      | 97           |
| Schweiz      | 53           |
| Tyskland     | 3            |
| Österrike    | 51           |

### Övriga bidrag
| Låt          | Lista (2012) | Topplacering |
| ------------ | ------------ | ------------ |
| "Alone"      | Tyskland     | 42           |
| "Conflicted" | Tyskland     | 51           |

## Ornella de Santis version
Även Ornella de Santis framförde en version av låten "Standing Still" i finalen av Unser Star für Baku. Låten släpptes som singel samtidigt som Roman Lobs version tillsammans med alla sex bidrag de två sångarna framförde i uttagningsfinalen. Av de tre låtar hon framförde i finalen var "Standing Still" hennes minst framgångsrika. Hennes bidrag "Quietly" som hon framförde i den andra omgången av finalen nådde dock plats 24 på den tyska singellistan.

### Listplaceringar
| Lista (2012) | Topplacering |
| ------------ | ------------ |
| Tyskland     | 77           |